# Pacsa
Pacsa là một thành phố thuộc hạt Zala, Hungary. Thành phố này có diện tích 22,7 km², dân số năm 2010 là 1816 người, mật độ 80 người/km².